# Sound & Color
Sound & Color est un album de musique d'Alabama Shakes sorti en 2015.

## Listes des titres
| No  | Titre               | Durée |
| --- | ------------------- | ----- |
| 1.  | Sound & Color       |       |
| 2.  | Don't Wanna Fight   |       |
| 3.  | Dunes               |       |
| 4.  | Future People       |       |
| 5.  | Gimme All Your Love |       |
| 6.  | This Feeling        |       |
| 7.  | Guess Who           |       |
| 8.  | The Greatest        |       |
| 9.  | Shoegaze            |       |
| 10. | Miss You            |       |
| 11. | Gemini              |       |
| 12. | Over My Head        |       |

## Récompenses
- L'album remporte le Grammy Award du meilleur album de musique alternative en 2016[2].